# Willingen (Renania-Palatinato)
Willingen è un comune di 253 abitanti della Renania-Palatinato, in Germania.

Appartiene al circondario (Landkreis) Westerwaldkreis (targa WW) ed è parte della comunità amministrativa (Verbandsgemeinde) di Rennerod.